# Tadeusz Tomaszewski (Politiker, 1881)

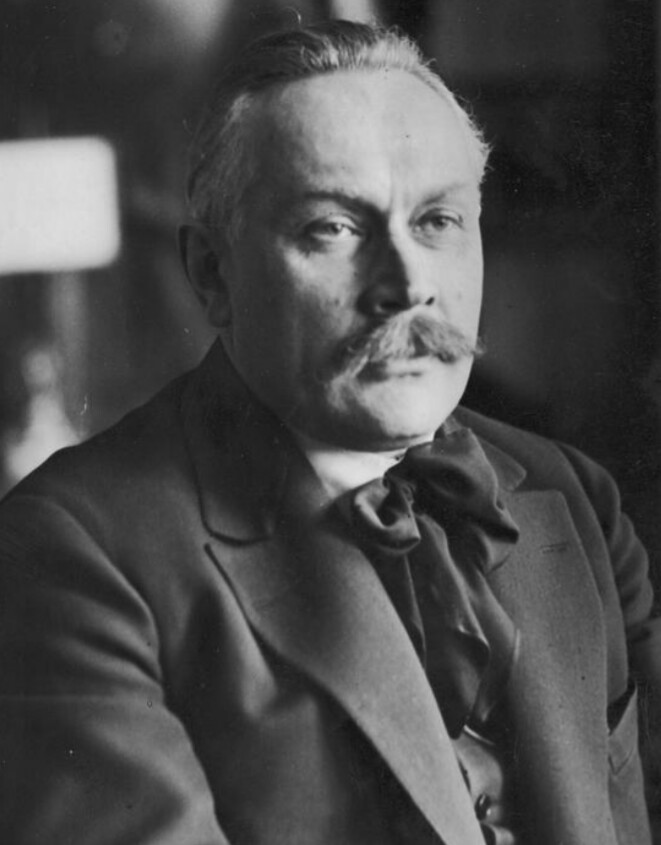
Tadeusz Tomaszewski

Tadeusz Tomaszewski (* 26. November 1881 in Sacin bei Nowe Miasto nad Pilicą; † 10. August 1950 in London) war ein polnischer Jurist, Politiker und Ministerpräsident der Polnischen Exilregierung.

## Leben

### Studium, berufliche Laufbahn und Zweite Republik
Tomaszewski absolvierte ein Studium der Rechtswissenschaften an der Universität Warschau sowie an der Lomonossow-Universität Moskau. Noch während des Studiums trat er 1901 der Polnischen Sozialistischen Partei (Polska Partia Socjalistyczna) bei. Nach dem Abschluss des Studiums war er als Rechtsanwalt in Warschau tätig.
Während des Ersten Weltkrieges war er Mitglied des Obersten Nationalkomitees (Naczelny Komitet Narodowy). Nach der Unabhängigkeit Polens am 22. November 1918 und der Gründung der Zweiten Republik war er wiederum als Rechtsanwalt tätig. Zum anderen war er aber auch Mitglied des Direktoriums der Bank für Landeswirtschaft (Bank Gospodarstwa Krajowego) sowie der Bank von Polen (Bank Polski), die beide 1924 durch Finanzminister Władysław Grabski gegründet wurden.
1929 wurde er zum Mitglied des Staatstribunals der Republik Polen (Trybunał Stanu) berufen. Dieses war ausschließlich für die Untersuchung von Haftungen oberster politischer Würdenträger geschaffen worden. In diesem Amt kam es zum Untersuchungsverfahren gegen Schatzminister Gabriel Czechowicz, dem die Veruntreuung von Regierungsgeldern vorgeworfen wurde. Der Fall Czechowicz, das einzige Verfahren vor dem Staatstribunal, wurde letztlich jedoch aufgrund des Drucks des Sanacja-Regimes unter Marschall Józef Piłsudski ohne Verurteilung eingestellt. Später gehörte er als Mitglied dem Hauptrat der PPS sowie dem Stadtrat von Warschau an. Daneben übte er auch mehrere Ämter innerhalb der Vereinigung der sozialistischen Juristen (Zrzeszenie Prawników Socjalistów) sowie des Rechtsanwaltsverbandes (Narodowe Zrzeszenie Adwokatów) aus.

### Zweiter Weltkrieg und Ministerpräsident der Exilregierung
Nach dem Überfall auf Polen sowie dem Beginn des Zweiten Weltkrieges am 1. September 1939 ging er zunächst nach Rumänien und dann nach Frankreich ins Exil. In der dort gebildeten Polnischen Exilregierung wurde er zunächst Justizminister. Im Anschluss daran war er von Dezember 1939 bis April 1949 Präsident der Obersten Kontrollkammer (Najwyższa Izba Kontroli) der polnischen Kabinette im Exil.
Am 7. April 1949 wurde er dann vom Exilpräsidenten August Zaleski als Nachfolger von Generalleutnant Tadeusz Komorowski schließlich selbst zum Ministerpräsidenten der Polnischen Exilregierung ernannt. Nach seinem Tode wurde Roman Odzierzyński sein Nachfolger.
1950 wurde ihm posthum der Orden vom Weißen Adler (Order Orła Białego) verliehen, die höchste Auszeichnung der Zweiten Republik Polen.